# Gabino Zavala
Gabino Zavala (7. září 1951, Tijuana, Mexiko) je bývalý římskokatolický pomocný biskup arcidiecéze Los Angeles. Zastával rovněž funkci generálního vikáře, vyučoval na univerzitě, byl činný v řadě katolických organizací.
V prosinci 2011 přiznal papeži Benediktu XVI., že je otcem dvou dětí. Papež v lednu 2012 přijal jeho demisi.

## Život

### Kněz
Zavala byl vysvěcen na kněze 28. května 1977, kněžskou funkci vykonával ve farnosti East Los Angeles. Stal se profesorem kanonického práva a rektorem semináře St. John v kalifornském Camarillu.

### Biskup
Pomocným biskupem arcidiecéze Los Angeles se Zavala stal 8. února 1994. Až do svého odchodu pracoval také jako generální vikář regionu San Gabriel, do nějž spadá 67 farností.
Mimo to vyučoval kanonické právo a pastorální teologii na Loyola Marymount University v Los Angeles a byl prezidentem americké sekce mezinárodního katolického hnutí Pax Christi. Angažoval se na poli lidských práv, zdůrazňoval potřeby lidí na okraji společnosti, zejména chudých, přistěhovalců či vězněných, byl zastáncem restorativní justice, aktivně vystupoval proti trestu smrti.

## Rezignace
Poté, co přiznal otcovství, rezignoval Zavala na svou funkci a stáhl se do ústraní. Jeho dospívající děti žijí se svou matkou v jiném státě. Arcidiecéze se po zveřejnění informace s matkou spojila a nabídla rodině duchovní pomoc a finanční podporu. Za oba chlapce uhradila univerzitní školné.